# Sturnira
Sturnira is een geslacht van zoogdieren uit de familie van de bladneusvleermuizen van de Nieuwe Wereld (Phyllostomidae). De wetenschappelijke naam van het geslacht werd in 1842 gepubliceerd door John Edward Gray.

## Soorten
Er worden 25 soorten in dit geslacht geplaatst:
- Sturnira adrianae Molinari, Bustos, Burneo, Camacho, Moreno, & Fermín, 2017
- Sturnira angeli de la Torre, 1966
- Sturnira aratathomasi Peterson & Tamsitt, 1968
- Sturnira bakeri Velazco & Patterson, 2014
- Sturnira bidens (O. Thomas, 1915)
- Sturnira boadai Yánez-Fernández, Marchán-Rivadeneira, Velazco, Burneo, Tinoco, & Camacho, 2023
- Sturnira bogotensis Shamel, 1927
- Sturnira burtonlimi Velazco & Patterson, 2014
- Sturnira erythromos (von Tschudi, 1844)
- Sturnira giannae Velazco & Patterson, 2019
- Sturnira hondurensis Goodwin, 1940
- Sturnira koopmanhilli McCarthy, Albuja, & Alberico, 2006
- Sturnira lilium (É. Geoffroy Saint-Hilaire, 1810) – Geelschoudervleermuis
- Sturnira ludovici H. E. Anthony, 1924
- Sturnira luisi W. B. Davis, 1980
- Sturnira magna de la Torre, 1966
- Sturnira mistratensis Contreras & Cadena, 2000
- Sturnira mordax (Goodwin, 1938)
- Sturnira nana Gardner & O'Neill, 1971
- Sturnira oporaphilum (von Tschudi, 1844)
- Sturnira parvidens Goldman, 1917
- Sturnira paulsoni de la Torre & A. Schwartz, 1966
- Sturnira perla Jarrín-Valladares & Kunz, 2011
- Sturnira sorianoi Sánchez-Hernández, Romero-Almaraz, & Schnell, 2005
- Sturnira tildae de la Torre, 1959